# Lo Tossal (Sarroca de Bellera)
Lo Tossal és una muntanya de 1.306,8 m. alt. del terme municipal de Sarroca de Bellera, al nord-oest de la Bastida de Bellera, a l'est-sud-est d'Erdo i al sud-est de Santa Coloma d'Erdo.
Forma part de la Serra de la Bastida i, alhora, de la Serra de les Planes. De la primera és el seu extrem nord-oest, de la segona, el nord-est. A llevant de lo Tossal discorre el profund barranc de Sant Genís.